# ゾーリンゲン・アリゲーターズ
ゾーリンゲン・アリゲーターズ（Solingen Alligators）は、野球ブンデスリーガに所属するドイツのプロ野球チーム。

## 所属選手
| 投手 - 29 アンドレ・ヒューズ (André Hughes) - 31 イェンス・コーネルセン (Jens Cornelsen) - 35 セバスティアン・ベルナーズ (Sebastian Bernards) - 23 ニック・レナート (Nick Renault)(内野兼任) 捕手 - 2 ユリアン・スタインバーグ (Julian Steinberg) - 22 デビッド・セルセマイヤー (David Selsemeyer) | 投手 - 29 アンドレ・ヒューズ (André Hughes) - 31 イェンス・コーネルセン (Jens Cornelsen) - 35 セバスティアン・ベルナーズ (Sebastian Bernards) - 23 ニック・レナート (Nick Renault)(内野兼任) 捕手 - 2 ユリアン・スタインバーグ (Julian Steinberg) - 22 デビッド・セルセマイヤー (David Selsemeyer) | 内野手 - 30 ダスティン・ヒューズ (Dustin Hughes) - 12 ドミニク・ウルフ (Dominik Wulf) - 9 トラヴィス・バース (Travis Bass)(内野・投手兼任) - 37 フロリアン・ゲッツェ (Florian Götze)(外野兼任) - 5 ロビン・ドラッツェ (Robin Drache)(投手兼任) - -- タナー・レイトン (Tanner Leighton)(外野兼任) - 26 メフメット・アルカン (Mehmet Alkan) 外野手 - 24 パトリック・カンサック (Patrick Kanthak) - 7 モーリツ・ブツゲライト (Moritz Buttgereit) - 20 サッシャ・ステフェンス (Sascha Steffens) - 33 マルクス・シュトリツェク (Markus Stryczek) | 内野手 - 30 ダスティン・ヒューズ (Dustin Hughes) - 12 ドミニク・ウルフ (Dominik Wulf) - 9 トラヴィス・バース (Travis Bass)(内野・投手兼任) - 37 フロリアン・ゲッツェ (Florian Götze)(外野兼任) - 5 ロビン・ドラッツェ (Robin Drache)(投手兼任) - -- タナー・レイトン (Tanner Leighton)(外野兼任) - 26 メフメット・アルカン (Mehmet Alkan) 外野手 - 24 パトリック・カンサック (Patrick Kanthak) - 7 モーリツ・ブツゲライト (Moritz Buttgereit) - 20 サッシャ・ステフェンス (Sascha Steffens) - 33 マルクス・シュトリツェク (Markus Stryczek) |
| 2013年8月24日更新 [公式サイト(ドイツ語)より：ロースター] | | | |